# Генерал-полковник-инженер
Генерал-полковник-инженер — воинское звание высшего офицерского состава инженерных служб всех родов войск в Вооружённых Силах СССР в 1971—1984 годах.

## История
Введено Указом Президиума Верховного Совета СССР от 18 ноября 1971 года № 2319-VIII «О воинских званиях офицерского состава Вооружённых Сил СССР» вместо звания генерал-полковник инженерно-технической службы (в соответствии с постановлением Совета Министров СССР от 18 ноября 1971 года № 846 «Об утверждении Положения о прохождении воинской службы офицерским составом Вооружённых Сил СССР» генерал-полковники инженерно-технической службы стали считаться состоящими в воинском звании генерал-полковник-инженер).
Исключено из перечня воинских званий Указом Президиума Верховного Совета СССР от 26 апреля 1984 года № 89-XI «О воинских званиях офицерского состава Вооружённых Сил СССР». После исключения воинского звания генерал-полковники-инженеры стали считаться состоящими в воинских званиях генерал-полковник или генерал-полковник авиации.

## Список генерал-полковников-инженеров
В скобках после имени указана дата присвоения воинского звания.
1. Алексеев, Николай Николаевич (1971[3])
2. Вертелов, Константин Михайлович (30.10.1981[4])
3. Волков, Владимир Иванович (1971[5])
4. Геловани, Арчил Викторович (15.12.1972)[6]
5. Гребенников, Николай Данилович (14.02.1978)[7]
6. Дементьев, Пётр Васильевич (28.10.1976)
7. Егоров, Николай Павлович (1971[8])
8. Емохонов, Николай Павлович (11.12.1978[9])
9. Ермаков, Михаил Иванович (20.04.1984[4])
10. Золотаревский, Николай Иванович (30.10.1978)
11. Ильюшин, Сергей Владимирович (1971[8])
12. Караогланов, Александр Гаврилович (05.05.1980[4])
13. Комаровский, Александр Николаевич (1971[10])
14. Комиссаров, Борис Алексеевич (27.10.1977[4])
15. Котин, Жозеф Яковлевич (1971[11])
16. Лебедев, Иван Андрианович (1971[12])
17. Леонов, Леонид Михайлович (05.05.1980[4])
18. Малиновский, Георгий Николаевич (28.10.1976[4])
19. Мамсуров, Юрий Георгиевич (1971[13])
20. Мишук, Михаил Никитович (1971[14])
21. Никитин, Василий Васильевич (1971[15])
22. Покровский, Роман Петрович (1971[16])
23. Пономарев, Александр Николаевич (1971[17])
24. Попов, Николай Михайлович (1971[18])
25. Репин, Александр Константинович (1971[19])
26. Родимов, Пётр Васильевич (1971[5])
27. Рябиков, Василий Михайлович (1971[20])
28. Скубилин, Василий Захарович (28.10.1976[13])
29. Толоконников, Лев Сергеевич (1971)
30. Трусов, Константин Александрович (28.10.1976)
31. Туполев, Андрей Николаевич (1971[8])
32. Устинов, Дмитрий Фёдорович (1971[21])
33. Фёдоров, Алексей Фёдорович (30.10.1981[4])
34. Филиппов, Василий Васильевич (25.04.1975[13])
35. Червяков Николай Фёдорович (1971[22])
36. Шабанов, Виталий Михайлович (29.06.1978[23])
37. Шахурин, Алексей Иванович (1971[24])
38. Шестопалов, Николай Фёдорович (14.02.1978[25])
39. Яковлев, Александр Сергеевич (1971[26])